# Schneidklemme

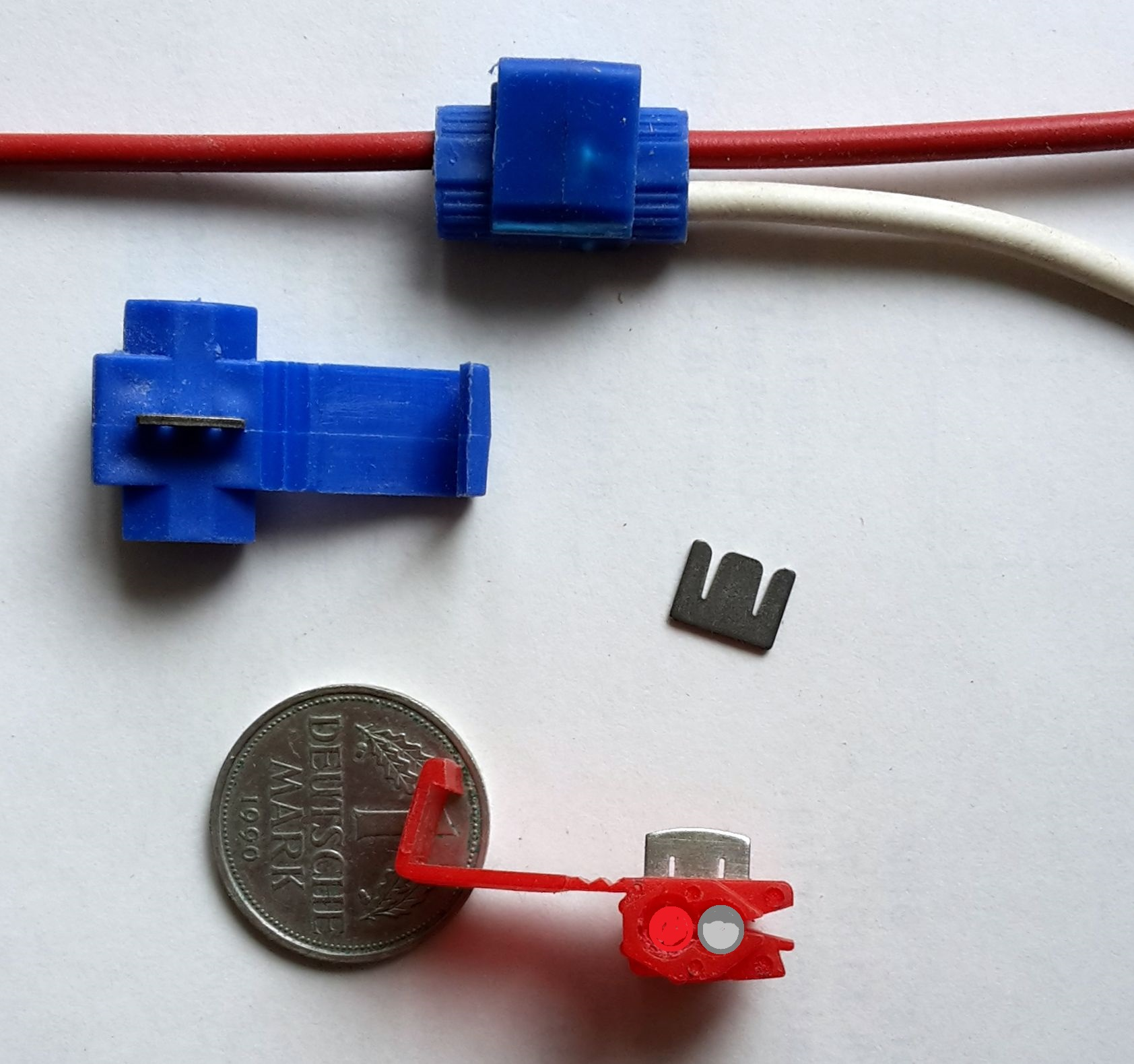
Schneidklemme zum Anschluss eines Kabels (Außen-∅ ≈2) an ein anderes

Die Schneidklemme ist ein Verbindungselement in der Elektrotechnik. Mit ihr wird die Isolation eines Kupferkabels durchschnitten und der elektrische Kontakt mit ihm hergestellt.

## Geschichte und Allgemeines
Schneidverbinder für das Verbinden einzelner Kabel werden z. B. in der Automobil- und Anlagentechnik für Ströme von einigen Ampere eingesetzt (siehe obiges Bild).
In der Kommunikationstechnik wird die Schneidklemmentechnik seit Anfang der 1970er-Jahre bei Hauptverteilern von Vermittlungsstellen, seit Anfang der 1980er-Jahre in der Linientechnik und bei Installationsverteilern benutzt.
Patentanmeldungen reichen zumindest zurück bis ins Jahr 1963. 1997 bekam die Tridonic Bauelemente GmbH, ein Hersteller von elektronischen Vorschaltgeräten für Leuchtstofflampen, ein europäisches Patent für eine Elektrische Anschlussklemme erteilt. Dabei wird aus einem Stück Blech durch Stanzen und Biegen eine Klemme geformt, die zwei abisolierte Drähte in Steckklemmen aufnehmen kann und zwei weitere isolierte in Schneidklemmen. Die Schneiden des V-förmigen Schlitzes können sägezahnartig profiliert sein, um guten Kontakt an zwei Punkten am Leiterumfang zu erzielen. Die Schlitze können paarweise in Leiterrichtung versetzt angeordnet sein, um den Leiter an zwei Stellen mechanisch stabil zu halten, ein weiter versetztes Schlitzpaar kann dem Klemmen eines dünneren Drahts dienen. Dieses Patent ist seit 2014 erloschen.

Schneidklemmen für Flachbandkabel mit 1,27 mm Leiterabstand
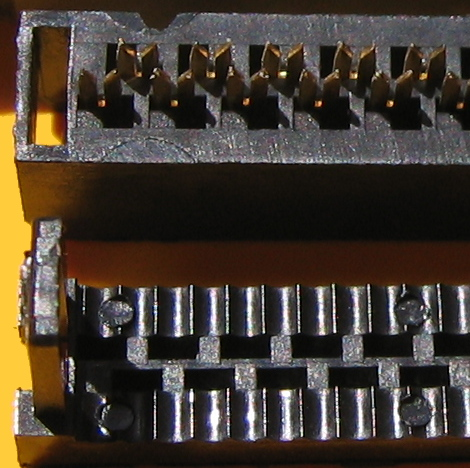
Zweireihig, mit versetzten Schneidklemmen
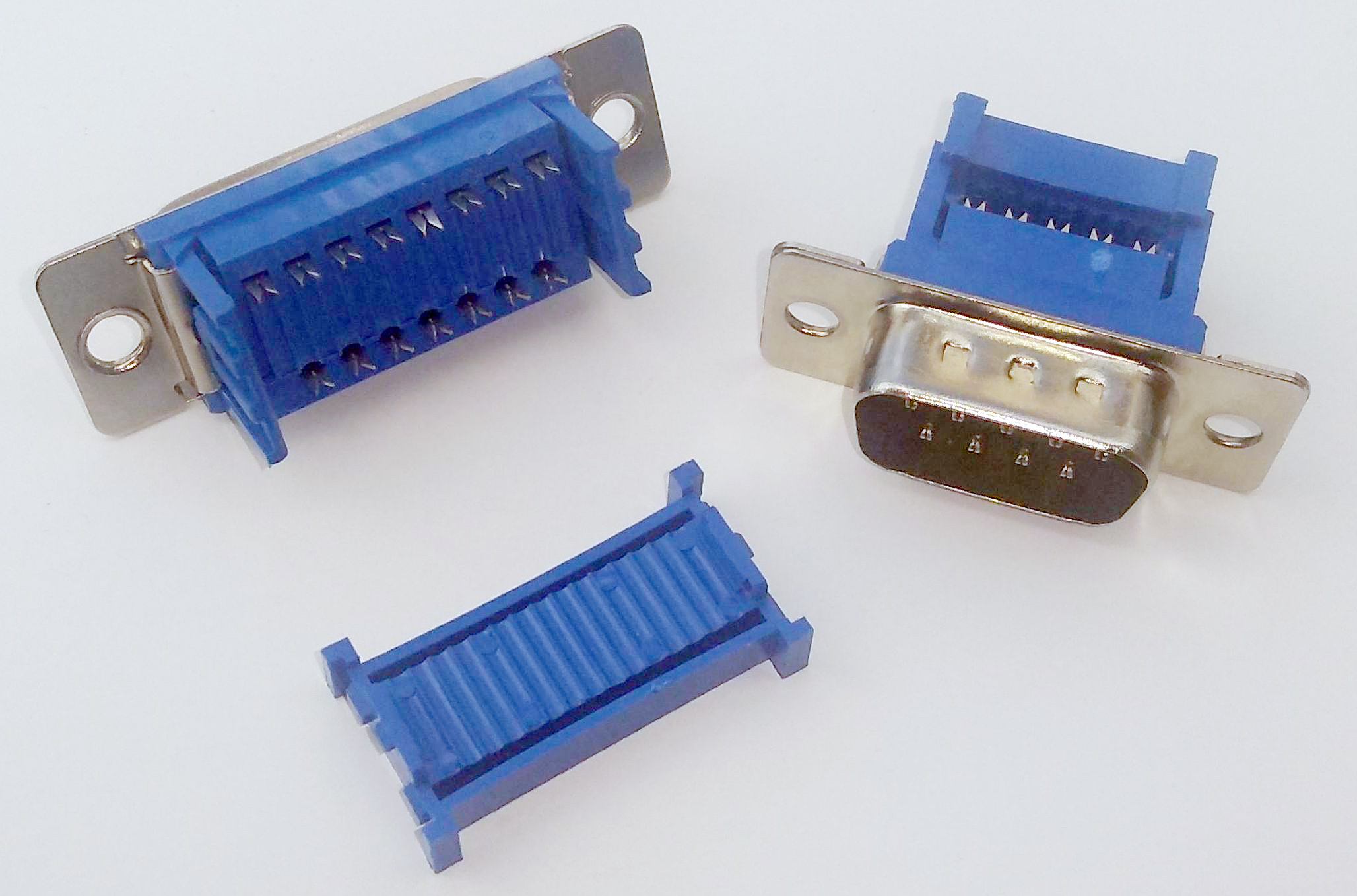
D-Sub-Steckverbinder mit Schneidklemmen
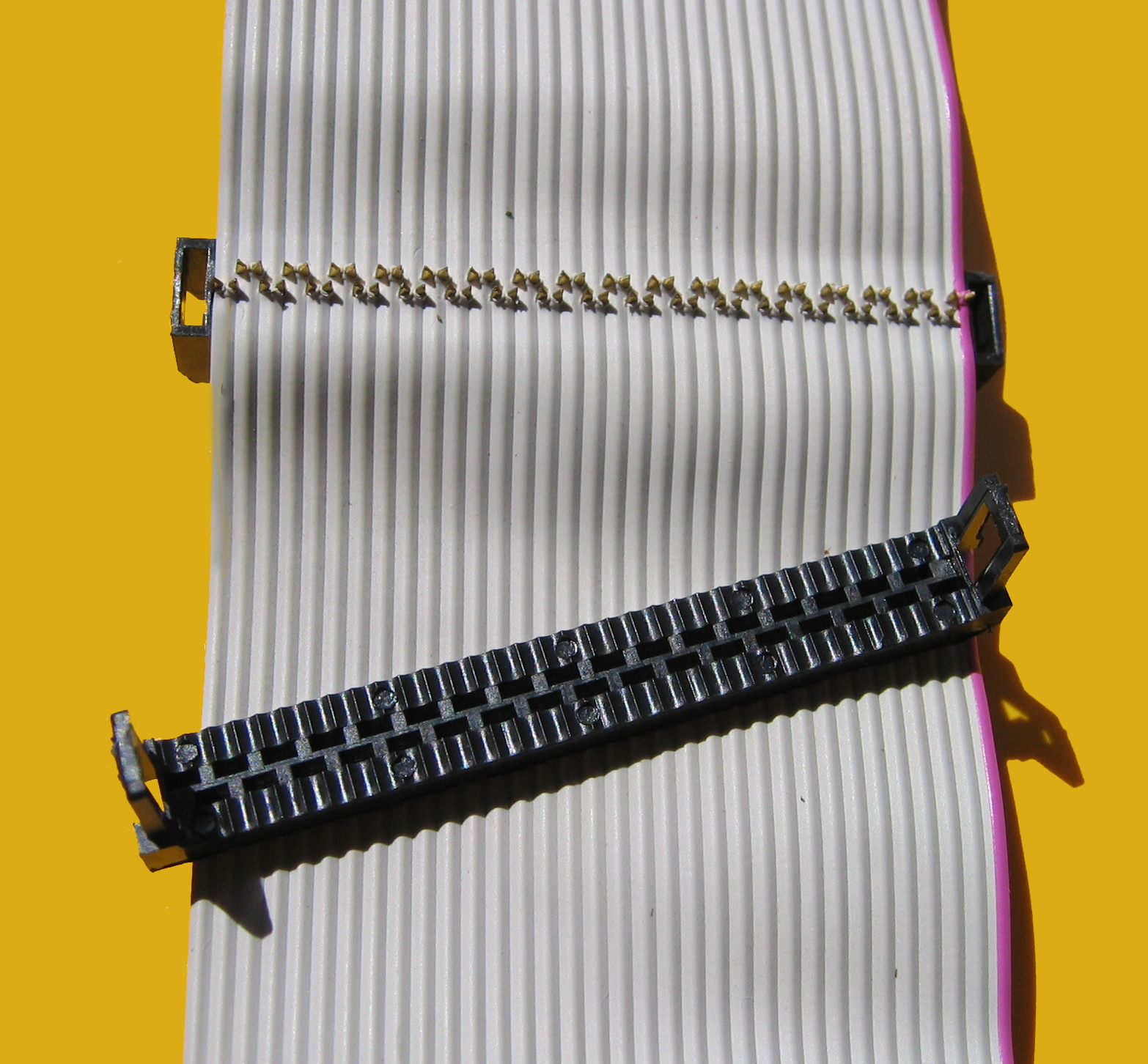
Schneidklemmen verbinden ein 34-poliges Kabel
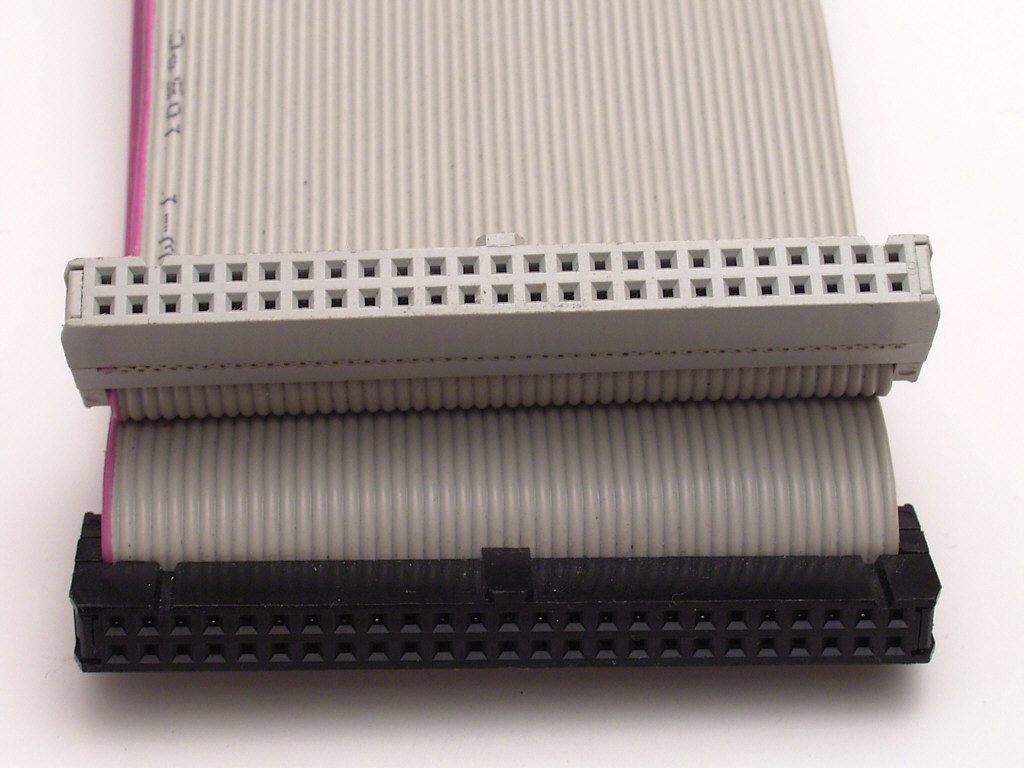
50-pol Flachbandkabel mit Schneidklemm-Kontakten für SCSI

Für die interne Verdrahtung elektronischer Geräte bzw. Baugruppen werden häufig Steckverbinder benutzt, deren Kontaktierung zum Kabel ebenfalls per Schneidklemmen erfolgt. In diesem Fall ist der Ausdruck Schneidklemmtechnik oder die englische Abkürzung IDC (englisch Insulation Displacement Connector ‚Isolierungsverdrängungsverbinder‘) gebräuchlich. Dabei wird ein exakt passendes Flachbandkabel in einen Schlitz des Steckers eingelegt. Anschließend wird der Schlitz mit einem speziellen Presswerkzeug oder Zange mit parallel geführten Backen, ersatzweise auch mit einem Schraubstock zusammengepresst. Dadurch werden alle Adern des Kabels in einem Arbeitsgang durch Schneidklemmen kontaktiert. Im Gegensatz zur LSA-Technik wird das Kabel nicht automatisch abgelängt, so dass auch mitten im Kabel Stecker angebracht werden können.
Gebräuchlich ist die Anwendung mit Steckern nach DIN 41651. Beispiele sind Datenkabel in Personal Computern (PC) für SCSI- oder ATA/ATAPI-Festplatten und Diskettenlaufwerke. Auch andere Steckverbinder, wie D-Sub- oder Centronics-Stecker, sind in Schneidklemmtechnik erhältlich.

## LSA-Technik

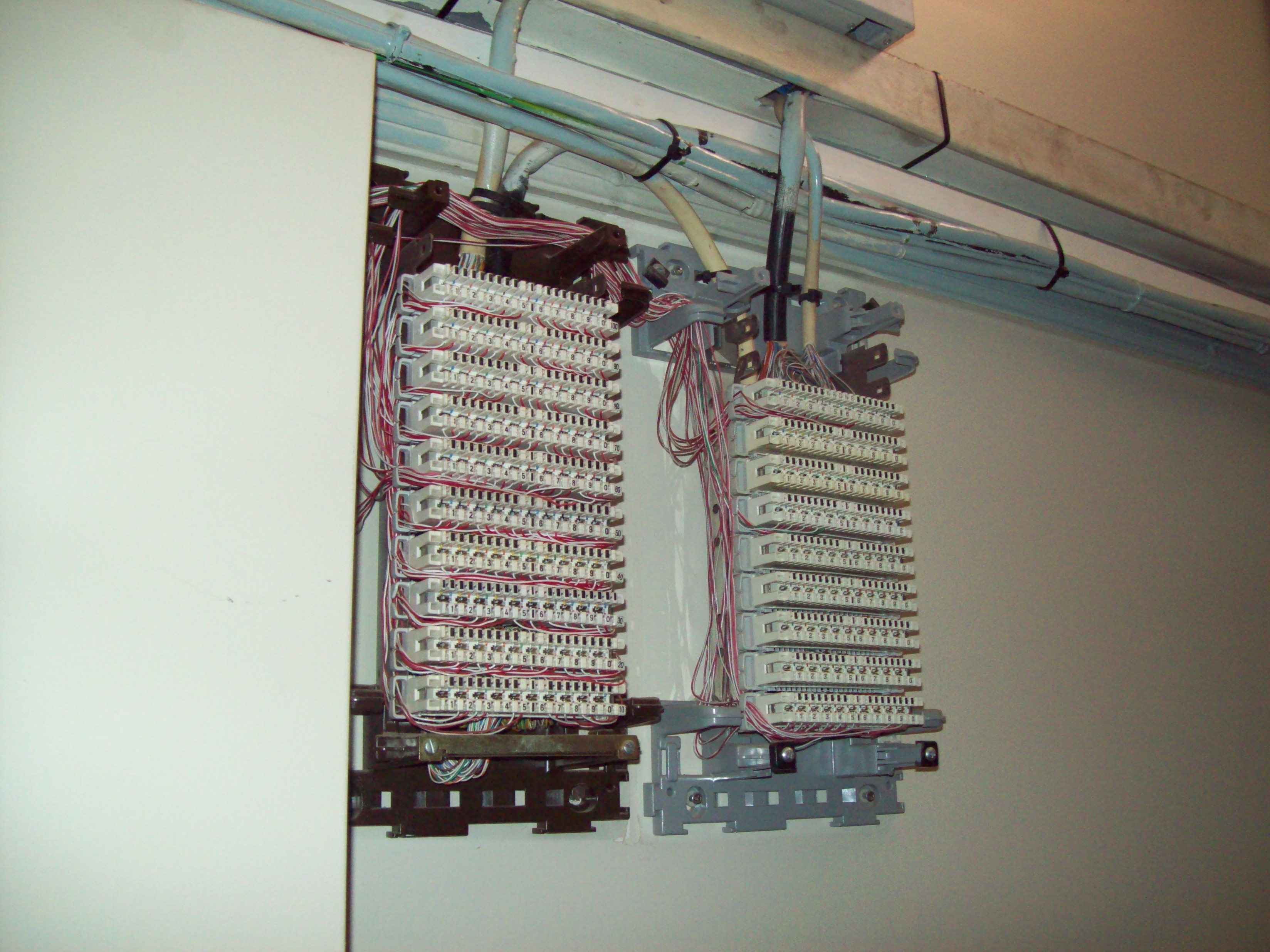
Telefonverteiler mit LSA-Leisten

Diese Verbindungstechnik funktioniert wie alle Schneidklemmen ohne Löten, Schrauben sowie Abisolieren und wird auch als löt-, schraub- und abisolierfreie Technik, kurz LSA-Technik, bezeichnet. Dabei bezeichnet LSA auch den Quasistandard, der sich neben anderen Schneidklemmtechniken am weitesten verbreitet hat. LSA ist in der Kommunikationstechnik eine übliche Methode, um Kabelverbindungen in verschiedenen Bereichen herzustellen. Beispiele sind die Verbindungen in Rechnernetzen von Twisted-Pair-Kabeln zu Netzwerkdosen und Rangierfeldern sowie von Telefonkabeln in APLs. Der Kontakt wird mit einem sogenannten Anlegewerkzeug hergestellt, welches die Adern eines Kabels mitsamt Isolierung einzeln in eine Schneidklemme presst. Dabei wird durch das Werkzeug in einem Arbeitsgang die Isolierung der Ader durch die scharfen Kontakte der metallenen Schneidklemme durchdrungen, das überschüssige Aderkabel gekürzt und eine gasdichte, elektrische Verbindung hergestellt.

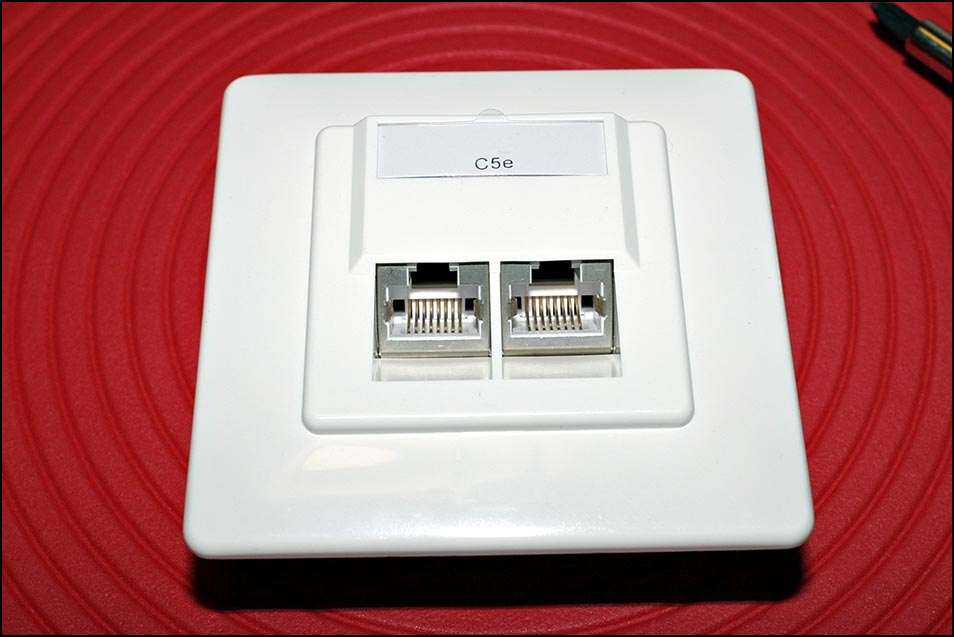
Dose mit Schneidklemmen
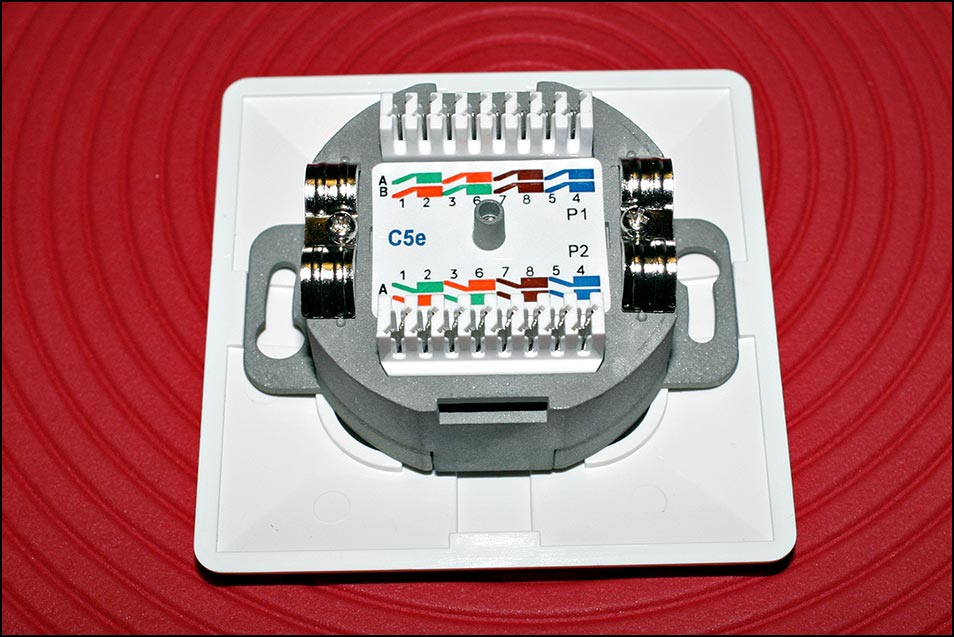
Dose mit Schneidklemmen (Rückseite)
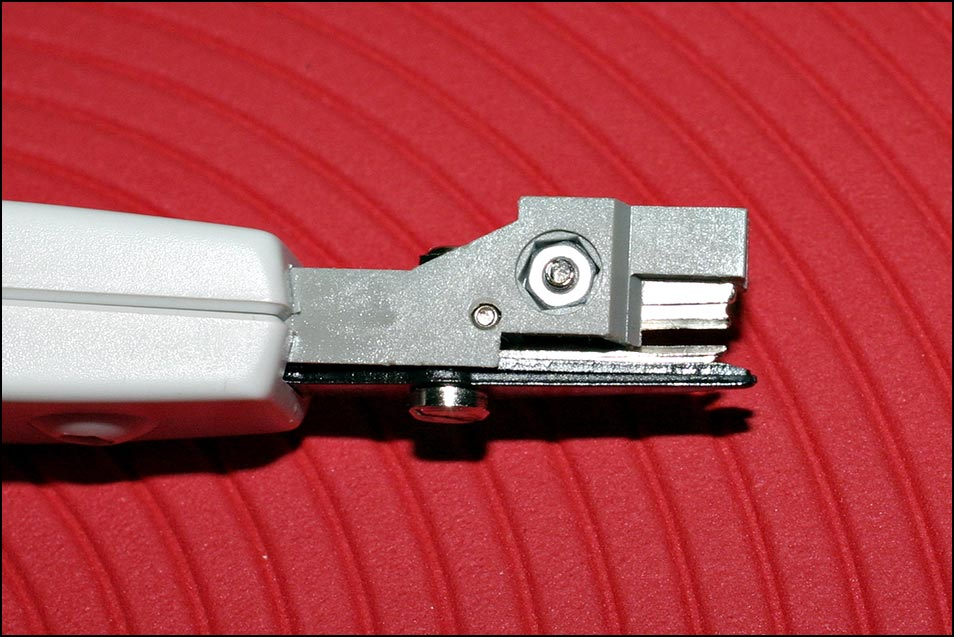
Anlegewerkzeug
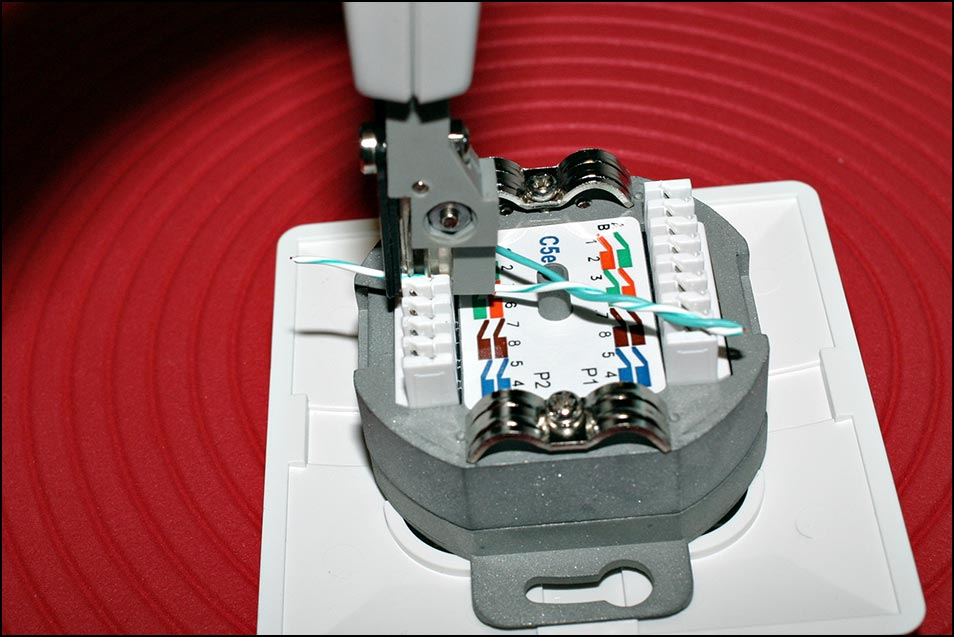
Angelegte Ader
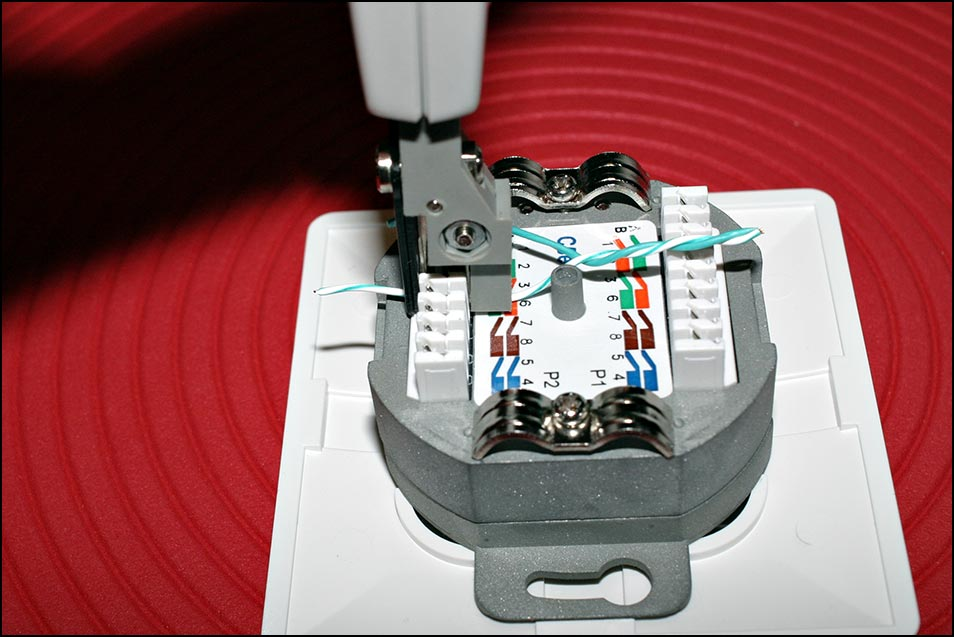
Eingepresstes Anlegewerkzeug
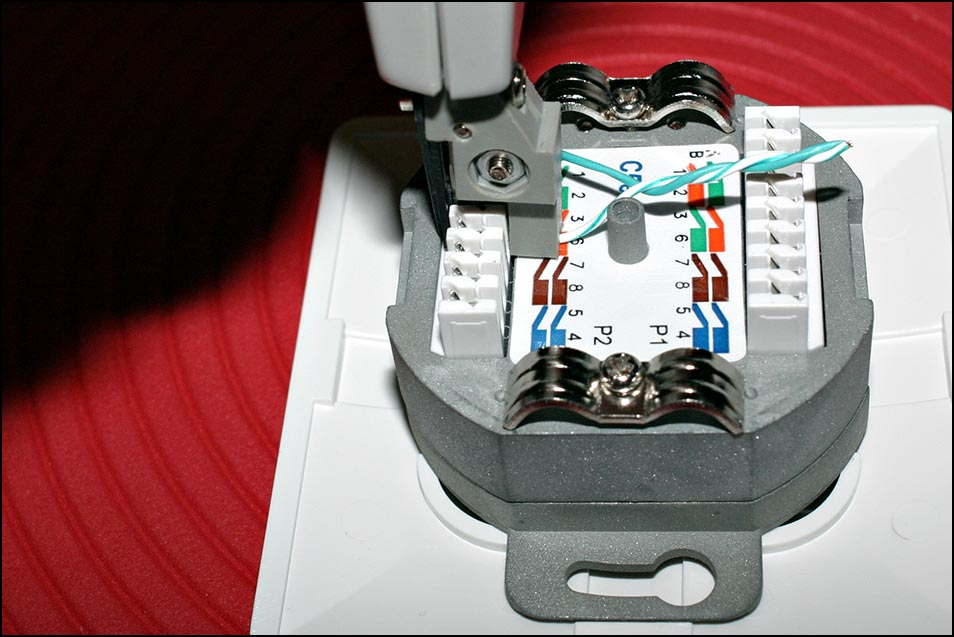
Überstehende Ader wird abgetrennt
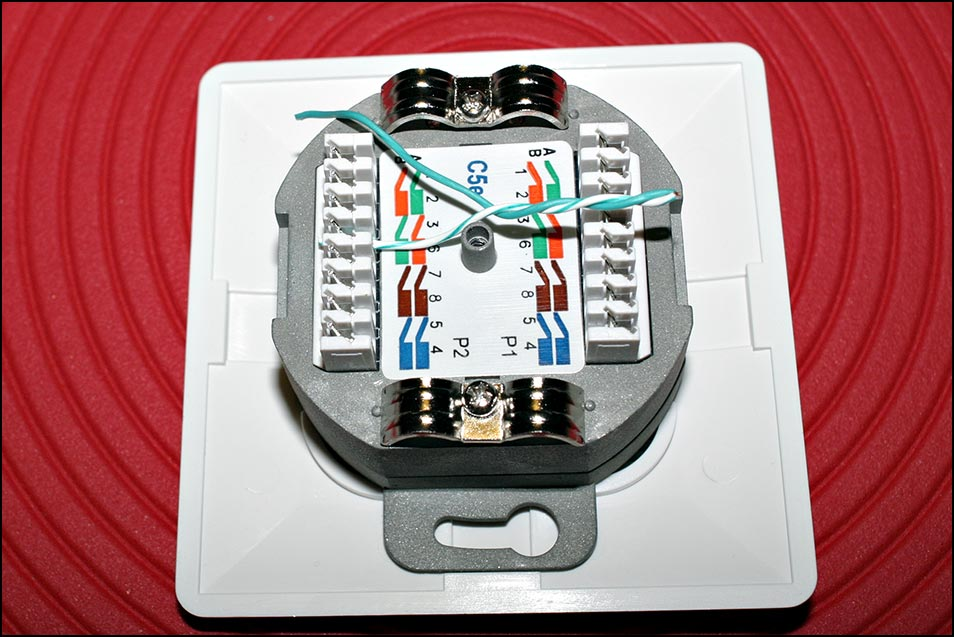
Fertig
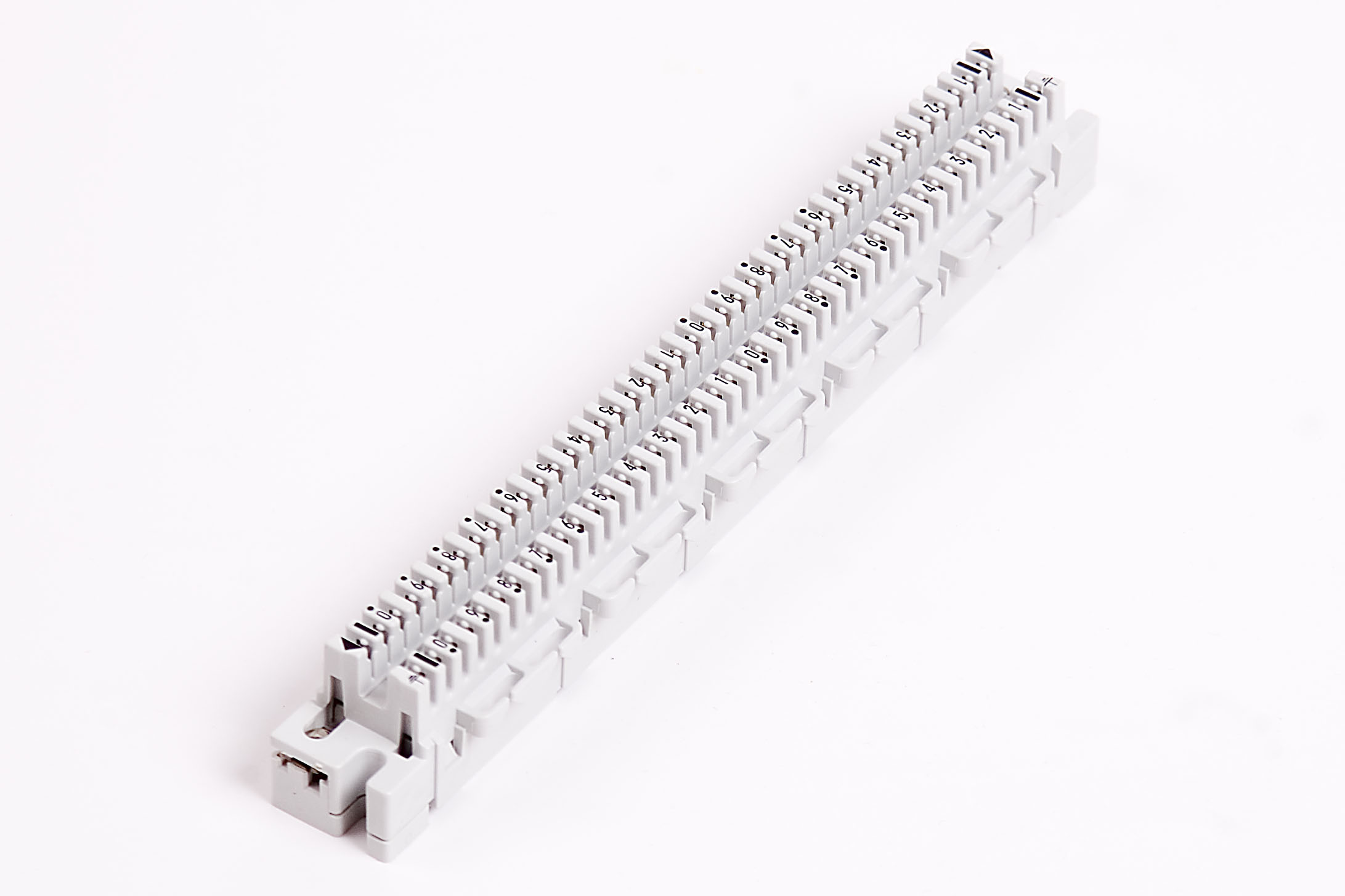
20er-LSA-Plus-Leiste für Telefonverteiler

Alternativ werden für Netzwerke auch Keystone-Module verwendet, die auch mit Schneidklemmen ausgestattet sind. Auch TAE-Dosen können mit LSA-Schneidklemmen als Alternative zu Schraubkontakten angeschlossen werden.